# Aina Comas Camps
Aina Comas Camps (Alaior, 20 d'agost de 1894 - Maó, 10 de febrer de 1986) fou una mestra vinculada amb Madrid, Pollença, Maó i que participà en entitats com l'Institut-Escola de Madrid, l'Escola de Colonya (Pollença), i la Secció Preparatòria de l'Institut Escola (Madrid).

## Biografia
Filla del pedagog Gabriel Comas i Ribas i Rita Camps, i germana de la també destacada Margalida Comas Camps, catedràtica d'escoles normals i directora de l'Escola Normal de la Generalitat, ambdues es dedicaren molt activament a l'ensenyament a Menorca dins de l'entorn masclista propi de l'època.
Es va formar a l'Escola Normal a Palma i obtingué la qualificació d'excel·lent com així consta a l'acta del 18 de juny de 1915 signada per Concepció Majano i Araque, Rosa Roig i Soler i Monserrat Juan, la qual designa Aina com a mestra de primer d'ensenyament superior.
Anys més tard obtingué plaça com a mestra a Madrid. Allà exercí durant 10 anys a la Secció Preparatòria de l'Institut Escola, a la Institució Lliure d'Ensenyament i a l'Escola de Colonya a Pollença.
El 1933 va estudiar oposicions per aconseguir una plaça com a mestra a Maó, fet que aconseguí després de la Guerra Civil i ocupà la plaça a l'Escola Graduada de Nines N. 2., dirigida per Catalina Sastre i Hernández.
El 1977, després de tota una vida dedicada a l'ensenyament, es jubilà i visqué a Maó fins que va morir.